# La Fulgurée
Pour plus de détails, voir Fiche technique et Distribution.
La Fulgurée est un téléfilm français réalisé par Didier Bivel d'après un scénario de Sylviane Corgiat et Bruno Lecigne, diffusé pour la première fois en France le 14 mai 2024 sur France 3.
Cette fiction est une coproduction de la société Adrénaline et de France Télévisions.

## Synopsis
Lucie et Samuel Carrera fêtent leur mariage à l'auberge du Lac de Guéry. David Dorval, le photographe de la cérémonie, les invite à prendre la pose dans les prés qui surplombent ce lac situé dans les monts Dore en Auvergne, lorsqu'une pluie violente s'abat sur le groupe. Les mariés et cinq autres personnes se réfugient sous un grand arbre sur lequel la foudre s'abat soudain. Samuel est tué mais la mariée et les autres victimes survivent : ce sont des fulgurés.
Deux ans plus tard, Lucie travaille à mi-temps pour l'Office national des forêts depuis son appartement à Clermont-Ferrand dont elle ne sort quasiment jamais. Elle reçoit la visite de Félix Guyon, le propriétaire de l'auberge, et de sa sœur Irène, qui viennent l'inviter à fêter l'anniversaire de l'accident avec les autres fulgurés. Elle leur explique que, depuis l'accident, elle a une peur panique des orages et consulte sans arrêt le site « Vigi Orages ». Par ailleurs, elle souffre d'hypermnésie, enregistrant tous les détails même les plus infimes : elle qui avait une mémoire de poisson rouge se souvient de tout, tout le temps.
Lucie, Félix et Irène se retrouvent à l'auberge avec Marta, la femme de Félix, David Dorval, le photographe, et Nouria Bensaid, qui travaillait jadis comme saisonnière à l'auberge.
Mais Nouria disparaît durant la nuit. Alertée, la section de recherches de Clermont-Ferrand envoie le commandant Julien Eider, qui était déjà intervenu deux ans plus tôt sur les lieux lors de l'accident qui avait coûté la vie à Samuel : accompagné de Lucie, il retrouve le corps de Nouria au pied d'une cascade.
C'est ensuite au tour de Marta de mourir dans des circonstances étranges, exposée sur une colline au soleil qu'elle ne supportait plus depuis l'accident, avant que la chambre de David ne soit retrouvée saccagée et pleine de sang.

## Fiche technique
Sauf indication contraire, les informations mentionnées dans cette section peuvent être confirmées par les bases de données cinématographiques IMDb et Allociné,  présentes dans la section « Liens externes ».
- Titre français : La Fulgurée
- Réalisation : Didier Bivel[2],[3]
- Scénario : Sylviane Corgiat et Bruno Lecigne[2],[3]
- Musique : Nicolas Errèra
- Décors : Régis Nicolino
- Costumes : Nathalie Chesnais
- Photographie : Marc Falchier
- Son : Véronique Tiron
- Montage : Anne Sophie Morel
- Production : Charles et Guillaume Bernard[2],[3]
- Sociétés de production : Adrénaline et France Télévisions[2],[3]
- Pays de production :  France
- Langue originale : français
- Format : couleur
- Genre : Drame, policier[3], thriller
- Durée : 90 minutes[3]
- Dates de première diffusion :
  - France : 14 mai 2024 sur France 3[4]

## Distribution
- Camille Claris : Lucie Carrera
- Pierre Perrier : commandant Julien Eider de la SR de Clermont
- Éric Savin : Félix Guyon
- Cécile Rebboah : Irène Guyon
- Carole Richert : Marta Guyon
- Laurent Bateau : David Dorval
- Déborah Dozoul : Nouria Bensaid
- Maéva El Aroussi : gendarme Nani Diallo
- Benjamin Gaitet : Samuel Carrera

## Production

### Genèse et développement
Cette fiction est une coproduction de la société Adrénaline et de France Télévisions, réalisée pour France 3 avec la participation de TV5 Monde, de la Radio télévision suisse (RTS) et du CNC.
Le scénario est de Sylviane Corgiat et Bruno Lecigne, et la réalisation est assurée par Didier Bivel,,. La production est assurée par Charles Bernard et Guillaume Bernard pour Adrénaline,.
L'équipe de tournage a été en contact avec des « fulgurés d'Azerailles » pour se préparer. Le 2 septembre 2017, dans la petite commune d'Azerailles, en Lorraine, 14 personnes frappées par la foudre ont subi des symptômes imprévus. Même si tous ont survécu, donnant l'impression d'un prodige, ces fulgurés installent par la suite une forme de communauté entre eux. Leurs cas intéressent les spécialistes de la kéraunopathologie, scientifiques étudiant les dommages que la foudre cause sur le corps humain. Leur histoire, par ses aspects humains et heureux, intéresse également les médias,,,.
Pierre Perrier, qui interprète le commandant Julien Eider de la SR de Clermont, explique : « ce qui est intéressant dans cette histoire, c'est la différence foudroyé / fulguré, avec cette palette d'effets secondaires observés chez les survivants. Tout ce qui est cité dans le téléfilm est réel : l'hypermnésie, le fait que des gens se mettent à parler des langues étrangères de manière spontanée… Rien n'a été inventé. Partant de là, il fallait ce temps afin que ce ne soit pas juste de la poudre aux yeux ou un accessoire, pour que les téléspectateurs aient le temps d'être vraiment en empathie avec les personnages avant de rentrer dans la partie thriller […] L'auberge est d'ailleurs un peu le dernier personnage de l'histoire. D'un côté, les personnages y sont coincés. De l'autre, il y a les éléments : la nature, le vent, la montagne, les tempêtes, vis-à-vis desquelles le personnage joué par Camille a développé une phobie. Il y a vraiment ce côté intérieur, huis clos, et l'agressivité de l'extérieur. ».

### Attribution des rôles
Le rôle du gendarme est attribué à un jeune comédien qui se place à l'écoute des autres personnages et incarne un homme sans expérience, qui reste modeste. En raison du « trauma originel, la mort du mari de Lucie », l'héroïne de l'histoire, les scénaristes ont estimé qu'il ne « fallait surtout pas aller vers la romance » entre elle et ce personnage du jeune gendarme, et éviter de « donner de fausses pistes » pouvant aller vers la dynamique « est-ce qu'ils vont finir ensemble ? » préférant mettre en scène les valeurs « du respect et de la compréhension entre eux ».

### Tournage
Le tournage se déroule du 27 octobre au 22 novembre 2023 au bord du lac de Guéry, en région Auvergne-Rhône-Alpes,.
Cette période automnale se traduit par le froid, le vent et la neige, qui rendent la vie difficile aux comédiens et techniciens, ainsi que par de la brume, qui rend plus long le captage des paysages en arrière-plan.
Le lieu a en effet donné du fil à retordre à l'équipe du téléfilm, comme l'explique Pierre Perrier : « On a eu beaucoup de pluie, de l'orage, de la grêle, des conditions rudes avec lesquelles il fallait s'adapter. On a même eu de la neige, ce qui a dû nous contraindre à nous adapter à certains moments. Il y a des scènes que l'on n'a jamais pu tourner car la brume est restée toute la journée ».
L'actrice Camille Claris ajoute : « J'ai eu vraiment très froid ! L'environnement nous était un peu hostile. Il pleuvait, on a eu de la neige. La totale ! C'était dingue ! Avec l'équipe de tournage toute entière on était pris dans un climat qu'on ne connaissait vraiment pas. L'Auvergne en automne, c'est quelque chose… ».

## Accueil

### Accueil critique
Pour le Moustique, « cette fiction française envoûtante sort du lot, grâce à son récit, sa réalisation et son atmosphère. ».

### Diffusions et audience
En France, le téléfilm, diffusé le 14 mai 2024 sur France 3, est regardé par 3 440 000 téléspectateurs et se classe premier en termes d'audience avec 17,5 % du public.